# Çanakkale Dardanelspor AS
Çanakkale Dardanelspor AS est un club turc de football basé à Çanakkale.

## Historique
- 1966 : fondation du club
- 1982 : première montée en deuxième division
- 1996 : première montée en première division

## Parcours
- Championnat de Turquie D1 : de 1996 à 1999
- Championnat de Turquie D2 : saison 1982–1983, saison 1986–1987, puis de 1993 à 1996, puis de 1999 à 2006, et enfin lors de la saison 2009–2010
- Championnat de Turquie D3 : de 1967 à 1977, puis de 1984 à 1986, puis de 1987 à 1993, puis de 2006 à 2009, et enfin lors de la saison 2010–2011